# Eroilor (stație de metrou)
Eroilor este o stație de metrou din București, ce face legătura între magistralele M1, M3 și M5. În apropiere se află Opera Română, cartierul Cotroceni și Universitatea de Medicină și Farmacie „Carol Davila”. Stația este construită cu 2 peroane, un peron lateral ce servește atât M1 (spre Dristor 2) cât și M3 (către Preciziei) și un peron insulă unde vin liniile spre Anghel Saligny și respectiv Pantelimon.
În septembrie 2020 a fost deschisă stația Eroilor 2, parte a M5. Aceasta este separată față de stația ce deservește M1 și M3.

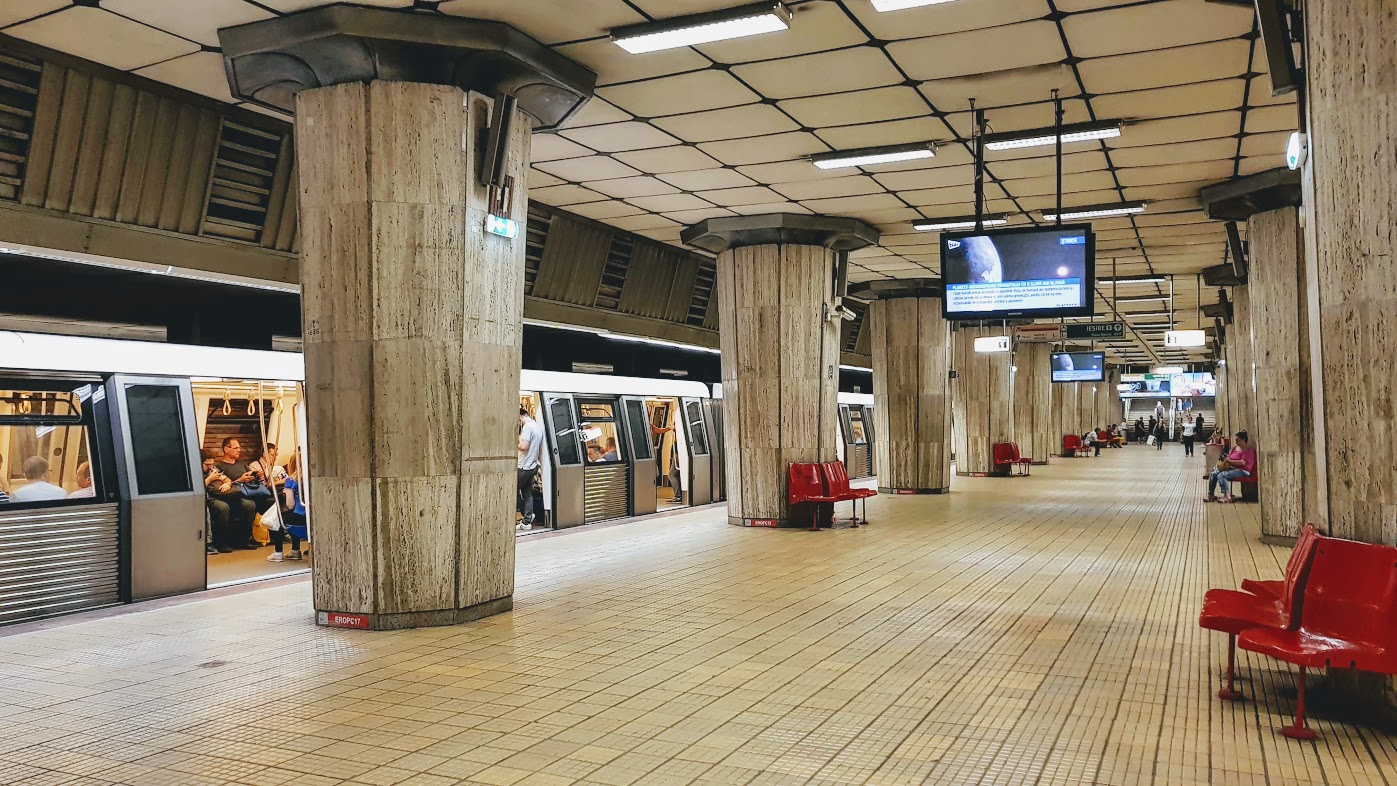
Stația Eroilor înainte de modernizarea pentru M5
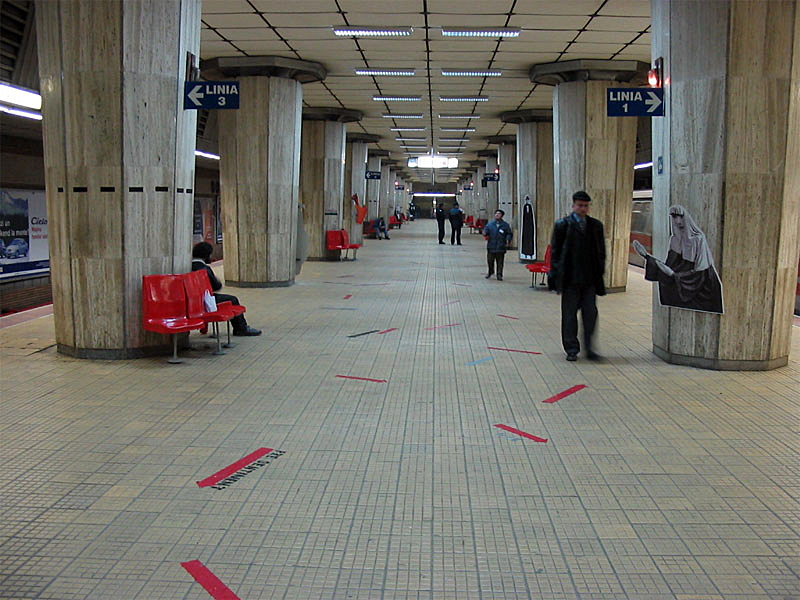
Stația Eroilor în anul 2007
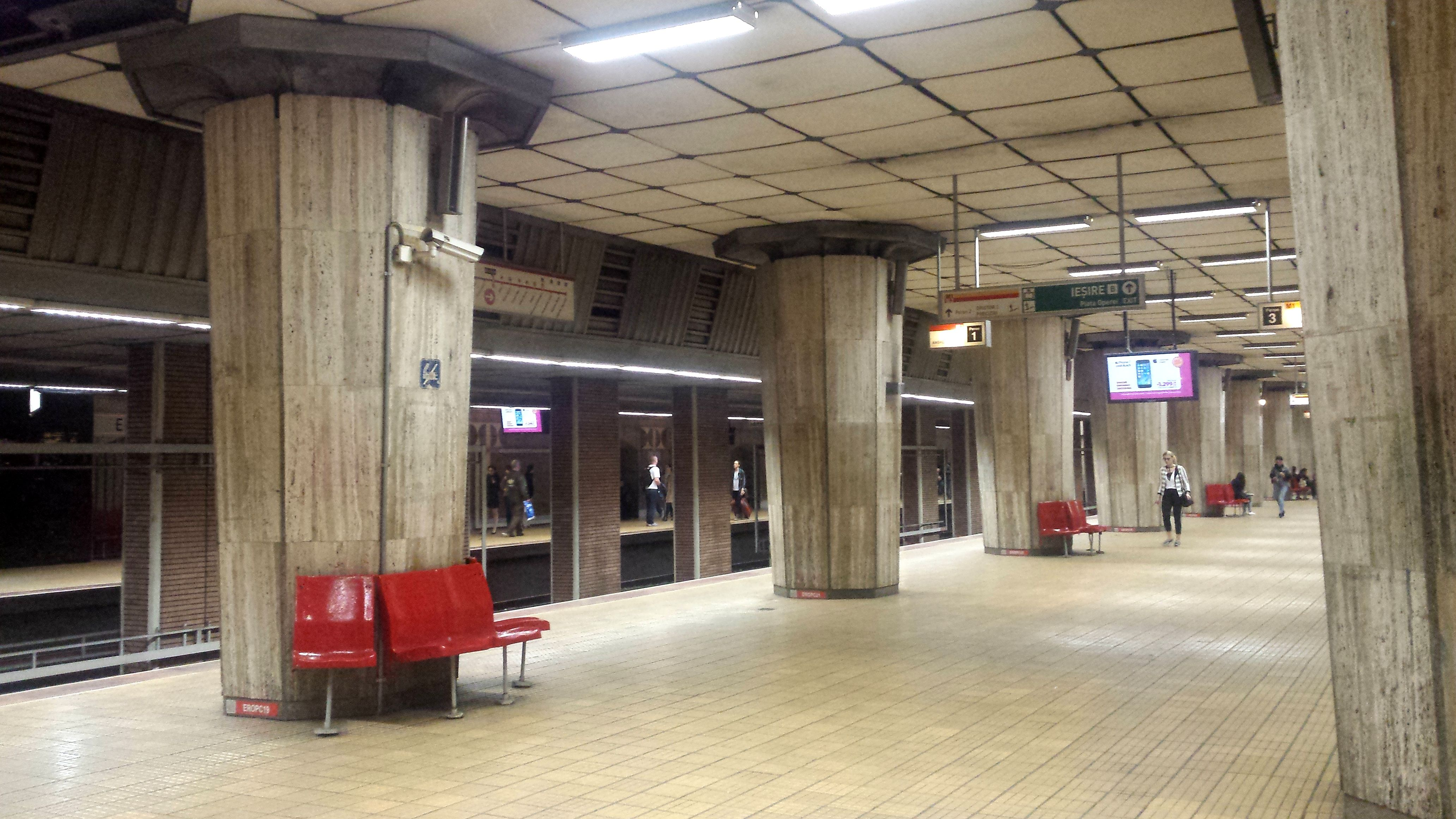
Stația Eroilor în anul 2017, înaintea modernizării pentru M5
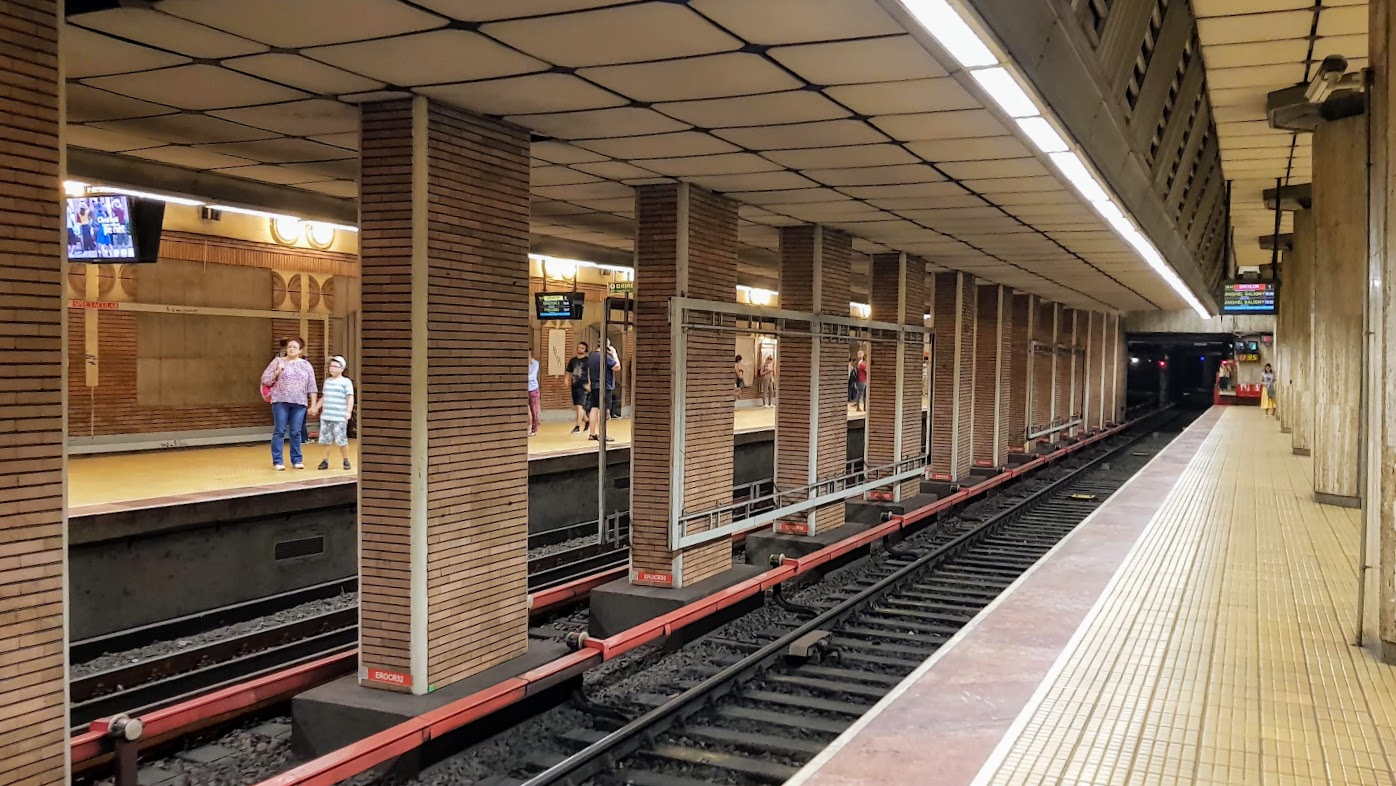
Stația Eroilor în 2018, înaintea modernizării pentru M5